# 弗氏魢
弗氏魢（學名：Girella freminvillii）又稱弗氏瓜子鱲，為輻鰭魚綱日鱸目魢科魢屬的其中一個種，傳統上歸類於鱸形目鿳科魢亚科。

## 分布
本魚分布於東南太平洋的加拉巴哥群島海域，棲息深度1-12公尺。

## 特徵
本魚體藍灰色，鰓蓋具黑色邊緣，背鰭硬棘13枚；背鰭軟條15枚；臀鰭硬棘3枚；臀鰭軟條12枚，體長可達45公分。

## 習性
本魚棲息在岩石底質淺海域，會成小群活動，屬草食性，以海草為食，生活習性不明。

## 擴展閱讀
維基物種上的相關：弗氏魢